# 九龍巴士20線
九龍巴士20線是香港九龍的一條已取消巴士路線，來往愛民至佐敦道碼頭。

## 歷史
- 1975年11月6日：路線投入服務。
- 1983年9月28日：併入8號線，同時8號線更改為來往尖沙咀碼頭及佐敦道碼頭，途經何文田。

## 行車路線

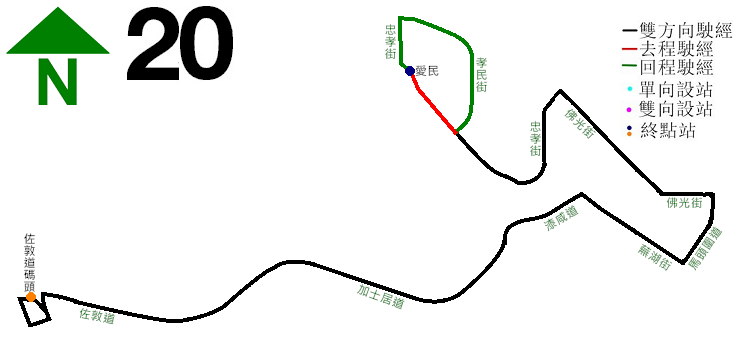
20路線取消前的走線圖

- 由愛民開出：孝民街，佛光街，馬頭圍道，加士居道，佐敦道
- 由佐敦道碼頭開出：佐敦道，加士居道，馬頭圍道，佛光街，孝民街